# Refuge de la Pointe Percée – Gramusset
Le refuge de la Pointe Percée – Gramusset, refuge de la Pointe Percée ou refuge Gramusset est un refuge de montagne situé en France, en Haute-Savoie, dans la chaîne des Aravis, au pied de la pointe Percée, face au mont Lachat de Châtillon et au-dessus du col des Annes. Sa relative facilité d'accès, le passage à proximité du sentier de grande randonnée 96 et du sentier de grande randonnée de pays Massif de Tournette-Aravis, les panoramas offerts et son emplacement sur l'ascension de la pointe Percée en font une destination appréciée des promeneurs et touristes.

## Géographie
Le refuge se trouve dans le centre de la Haute-Savoie, à 2 164 mètres d'altitude sur le versant occidental de la chaîne des Aravis, en balcon au-dessus de la vallée du Bouchet et du col des Annes, face au mont Lachat de Châtillon, au pied de la pointe Percée et de la pointe des Verts, au débouché de la combe du même nom,.
Il est accessible depuis la vallée du Bouchet au sud-ouest et le col des Annes au nord-ouest par plusieurs sentiers qui se rejoignent sous le refuge. La voie d'accès la plus facile se fait depuis le col des Annes en empruntant le sentier sur la crête par la Tête des Annes, la pointe des Delevrets et le col de l'Oulettaz en deux heures environ,. Le sentier de grande randonnée 96 et le sentier de grande randonnée de pays Massif de Tournette-Aravis passent non loin de là, par le col des Annes. Du refuge, il est possible de réaliser l'ascension de la pointe Percée ou de basculer sur le versant oriental de la chaîne des Aravis via le col des Verts. Sa facilité d'accès, notamment pour les familles ou les personnes peu expérimentées en randonnée, la présence d'un service de restauration et la beauté reconnue des paysages et des points de vue en font une destination prisée des touristes,.

## Histoire
Le refuge, nommé en l'honneur de Louis Gramusset, alpiniste savoyard décédé en 1919 à la dent Parrachée, et de sa femme Marguerite, est construit en 1928, inauguré le 11 août 1929 et agrandi plusieurs fois au fil des ans,. En 2020 et 2021, le refuge fait l'objet d'une restructuration au cours de laquelle seule la partie historique de 1928 est conservée.

## Services
De mi juin à fin septembre, le refuge dispose de 45 places de couchage et propose un service de restauration dans le bâtiment principal du refuge,. Hors période de gardiennage, il dispose d'une capacité de couchage de 21 places dans un bâtiment annexe,.

Vue panoramique de la pointe Percée (à gauche) et de la pointe des Verts (à droite) depuis le refuge.